# Sant'Elia Reatino
Sant'Elia Reatino, noto semplicemente come Sant'Elia, è una frazione del comune di Rieti, nell'omonima provincia nel Lazio, già comune fino al 1875.
Oggi la popolazione che abita il territorio di Sant'Elia Reatino è distribuita in due distinti insediamenti: Sant'Elia Alto, l'antico paese che fu già sede comunale, e Piani di Sant'Elia.

## Geografia fisica
Sant'Elia Alto sorge a 705 m s.l.m. sul monte Raniero, parte del gruppo dei Monti Sabini, affacciato sul bordo meridionale della Piana Reatina; sotto il paese, a mezza costa, si trova il Santuario di Fonte Colombo; la porzione della pianura sottostante, sulla riva sinistra del fiume Turano, ha visto il recente sviluppo di Piani di Sant'Elia.

## Monumenti e luoghi d'interesse

### Sant'Elia Alto
Nella parte alta del paese si trova ancora il primo nucleo medievale della rocca (sec.XII) con resti della porta e il basamento di uno dei torrioni di difesa, rivolto verso est, su Fonte Colombo, dal quale è visibile il massiccio del Gran Sasso fino a Monte Velino. 
Sulla piazza si affaccia il vecchio palazzo comunale (attualmente abitazione privata) e la chiesa arcipretale, dedicata a Sant'Elia profeta, con annessa canonica. Ampliamento di una precedente chiesa dello stesso titolo (XII sec.) ed erede della primitiva Pieve di san Savino in Monte Izzo della quale assume tutti i privilegi secondo la tradizione della Chiesa. Come risulta dagli atti delle Visite Pastorali dei Vescovi di Rieti fu esente dalla giurisdizione dei Vicari Foranei e le furono soggette le parrocchie di Poggio Fidoni, Castel San benedetto e Maglianello. 

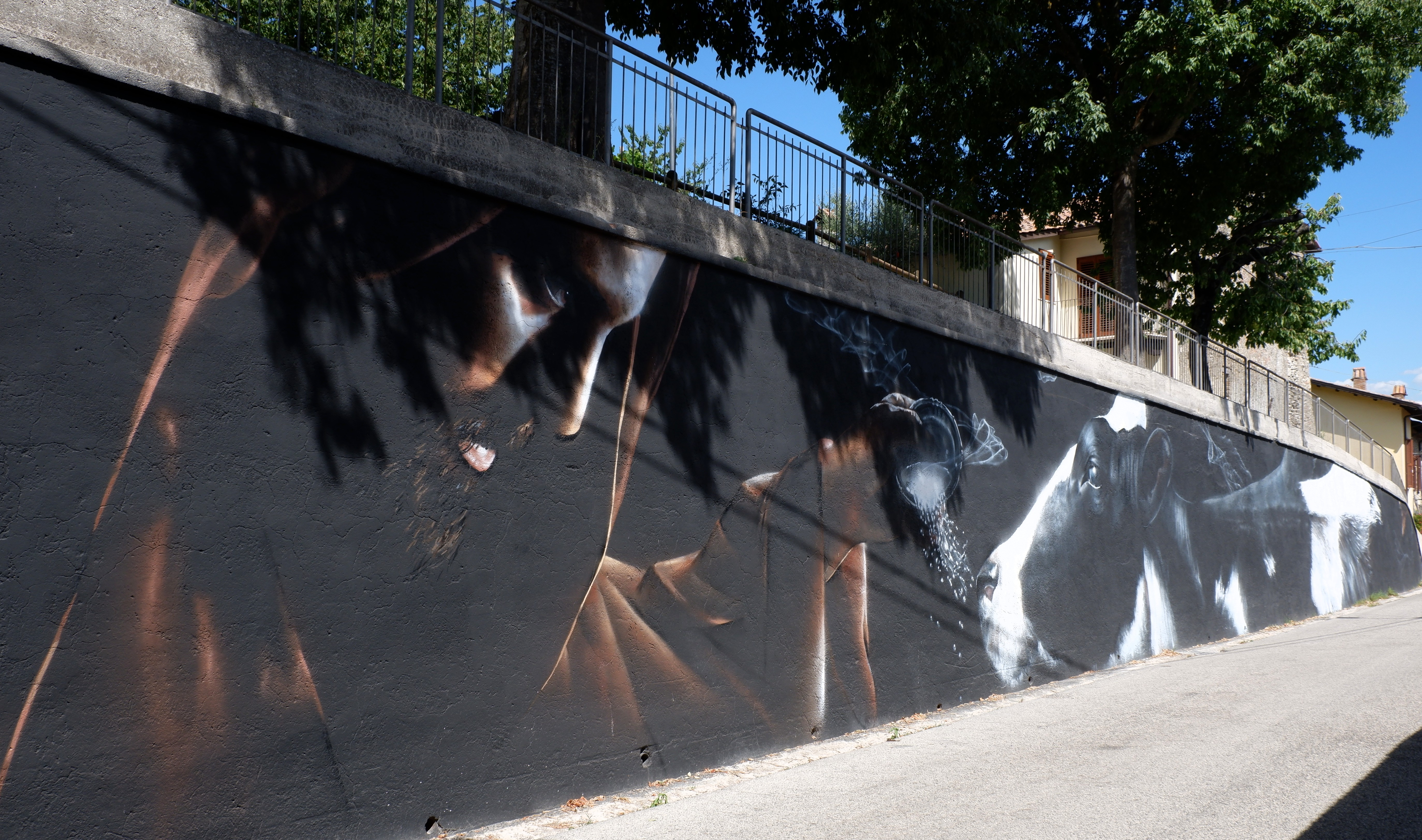
Neve - Il miracolo di Sant'Elia (2020)

Il portale quattrocentesco della chiesa, in pietra, è decorato con simbologie sacre smontato e qui ricostruito dalla Pieve di San Savino. L'interno ad unica navata presenta affreschi di XVI secolo e tele del XVII secolo, distribuite in sei altari. Sull'altare maggiore domina una grande tela di Gioacchino Colantoni (1637) rappresentante Sant'Elia rapito sul carro di fuoco e Sant'Eliseo che chiede la protezione dell'abitato di Sant'Elia. Particolarmente originale il campanile a forma trapezoidale. 
Di notevole importanza l'affresco, rinvenuto in lavori di restauro del 2011, rappresentante "San Francesco che detta la regola", posto a sinistra della porta della sagrestia. Datato 1579, risulta essere il primo documento iconografico dell'avvenimento svoltosi nel 1223 nel vicino santuario di Fonte Colombo. In questa località è avvenuto il cosiddetto miracolo dei bovini, guariti grazie all'intercessione del Poverello d'Assisi al quale i santeliani si rivolsero. A ricordo nel luglio 2020 è stato realizzato un gigantesco murale, dall'artista Neve.
Nella piazza di rilievo la Fontana della Pigna, opera di pregevole fattura, proveniente dal capoluogo e qui collocata negli anni Settanta. 

### Santuario di Fonte Colombo
Sulla strada che da Piani Sant'Elia sale il Monte Raniero, sorge il santuario francescano di Fonte Colombo, noto come il Sinai Francescano. 
Il complesso comprende i luoghi frequentati da San Francesco, la chiesa quattrocentesca e il convento, in cui vive la comunità di frati minori che custodisce il santuario.

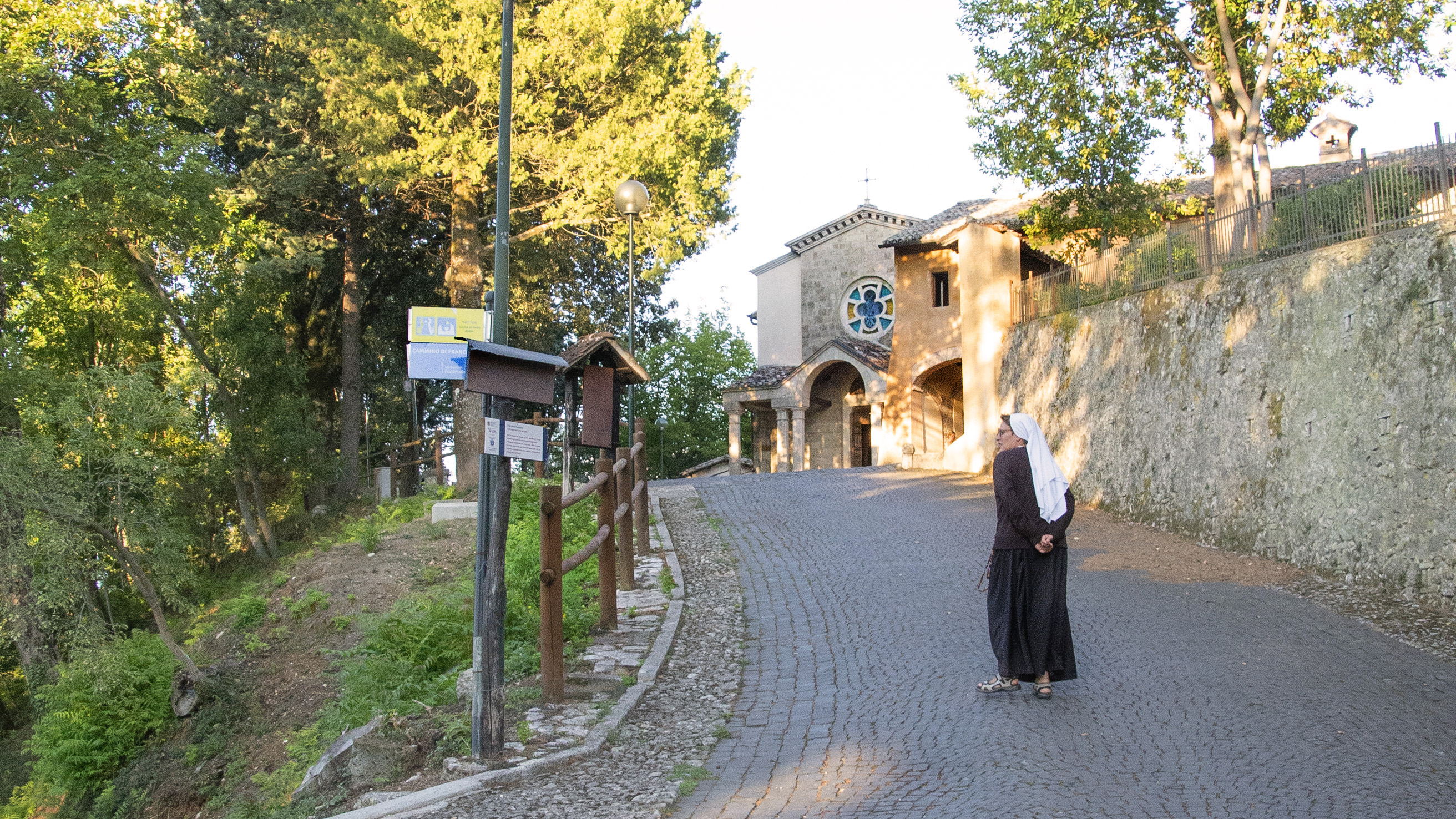
La strada di accesso al santuario di Fonte Colombo

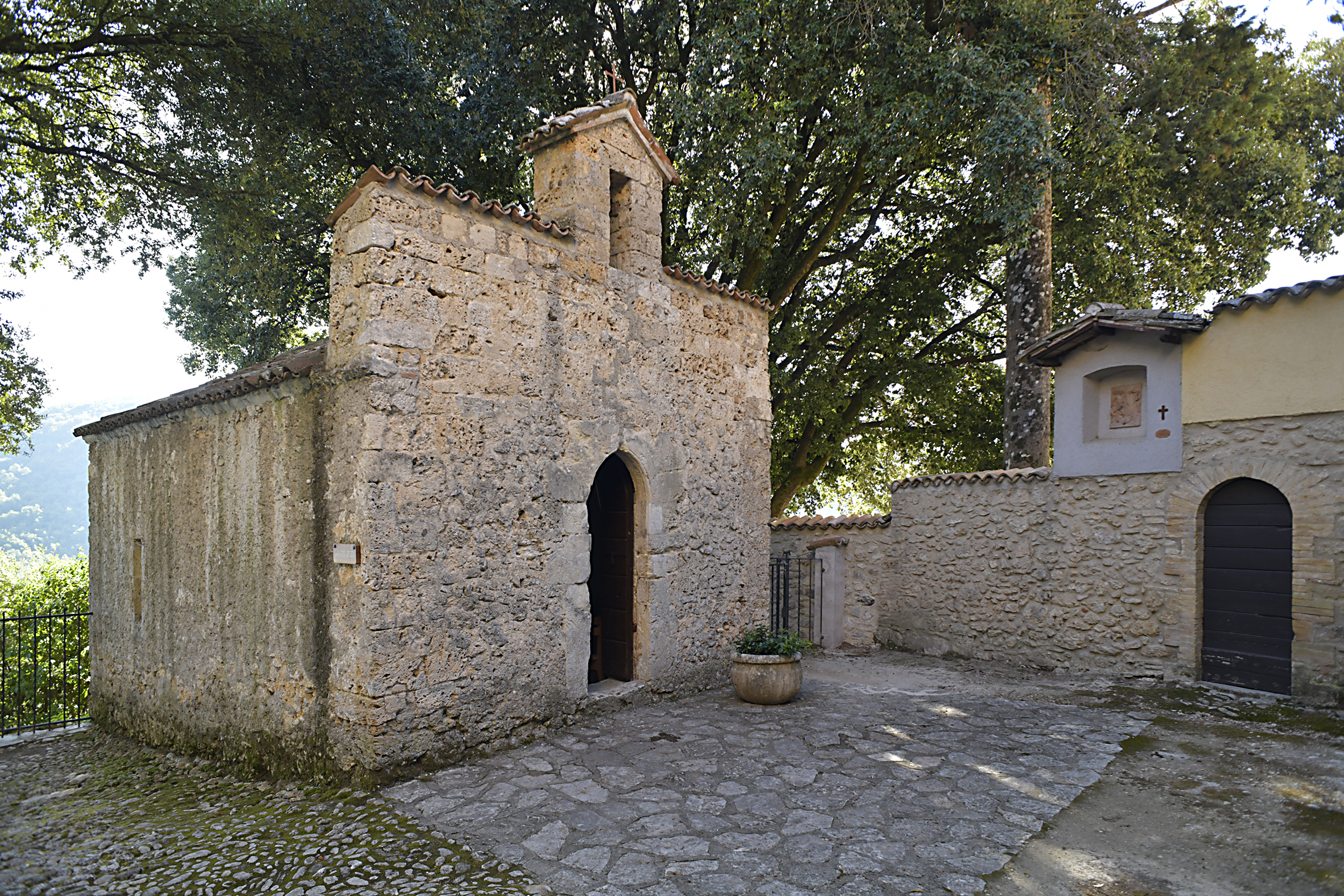
La chiesina della Maddalena, all'interno del santuario di Fonte Colombo

### Cammino di Francesco
Il territorio di Sant'Elia Reatino è attraversato dal Cammino di Francesco, che collega i luoghi della Valle Reatina frequentati dal Santo di Assisi.

## Amministrazione
Sant'Elia fu comune autonomo dal 1861 (Unità d'Italia) fino al 1875, quando il municipio fu soppresso e il territorio di Sant'Elia fu aggregato al comune di Rieti, di cui è tuttora frazione.

## Economia
L'economia è di tipo agricolo pastorale. 

## Infrastrutture e trasporti
A nord di Piani di Sant'Elia, distante tre chilometri e mezzo dal capoluogo, passa la ferrovia Terni-Sulmona, ma il paese non è servito da una stazione; la più vicina è la fermata di Poggio Fidoni, distante circa due chilometri. 
Il territorio è attraversato dalla strada provinciale n. 46 Tancia, che costituisce il principale collegamento con il capoluogo Rieti e con la frazione di Piani Poggio Fidoni. Tale strada unisce i due conventi francescani di Fonte Colombo e Greccio
A nord dall'abitato di Piani si snoda invece la superstrada Rieti-Terni (SS 79 bis); Sant'Elia non è servito da uno svincolo, e il più vicino è quello di Rieti Ovest, distante meno di due chilometri. 
A seicento metri da Piani Sant'Elia passa la ciclovia della Conca Reatina, che lo collega con Piani Poggio Fidoni, Contigliano, Rieti e Chiesa Nuova. 
La strada provinciale n. 46 Tancia, nella immediata periferia di Rieti, a soli 4 km dal capoluogo. 

## Sport

### Calcio
Per un periodo di tempo notevole, Sant'Elia ha avuto la propria società calcistica. Nel 2012 questa si è fusa con l'Alba di Villa Reatina, per dare origine alla nuova squadra dell'Alba Sant'Elia; nella stagione 2022-2023 militava nel campionato di Prima Categoria, anno nel quale si è unita all'A.C. Cittareale, ed ha assunto la denominazione di Alba Cittareale. Da allora la squadra ha perso tutti i contatti con il proprio luogo d'origine.
Il Sant'Elia prima e l'Alba poi disputavano entrambe la proprie gare casalinghe al Macelletto, campo sportivo situato tra Piani Sant'Elia e Case San Benedetto. Nell'ultimo periodo della sua esistenza, l'Alba si era invece trasferita al Comunale di Contigliano.